# Enrique Strat
Enrique Strat (Callao, Perú; 8 de enero de 1924 - 12 de mayo de 1985) fue un futbolista peruano. Desempeñó como mediocampista, en diversos equipos peruanos.

## Trayectoria
Inicio su carrera en clubes del Callao como KDT Nacional Sporting Club, Sport Boys Associationy el Club Atlético Chalaco. Luego emigró al futbol de Colombia con el Deportivo Independiente Medellín y a Cuba.

## Clubes
| Club                               | País     | Temporada |
| ---------------------------------- | -------- | --------- |
| KDT Nacional Sporting Club         | Perú     | 1940      |
| Sport Boys Association             | Perú     | 1941      |
| KDT Nacional Sporting Club         | Perú     | 1943      |
| Club Atlético Chalaco              | Perú     | 1945      |
| Club Centro Deportivo Municipal    | Perú     | 1946      |
| Club San Lorenzo de Almagro Callao | Perú     | 1947      |
| Club Real Iberia                   | Cuba     | 1948-1949 |
| Deportivo Independiente Medellín   | Colombia | 1951      |
| Club Universitario de Deportes     | Perú     | 1951      |
| Club Real Iberia                   | Cuba     | 1952      |